# Evangelisch-Lutherische Kirche in Georgien und dem Südlichen Kaukasus
Die Evangelisch-Lutherische Kirche in Georgien und dem Südlichen Kaukasus (ELKG) ist eine selbständige Regionalkirche innerhalb der Evangelisch-Lutherischen Kirche in Russland, der Ukraine, in Kasachstan und Mittelasien (ELKRAS). Bischofssitz ist Tiflis.

## Geschichte

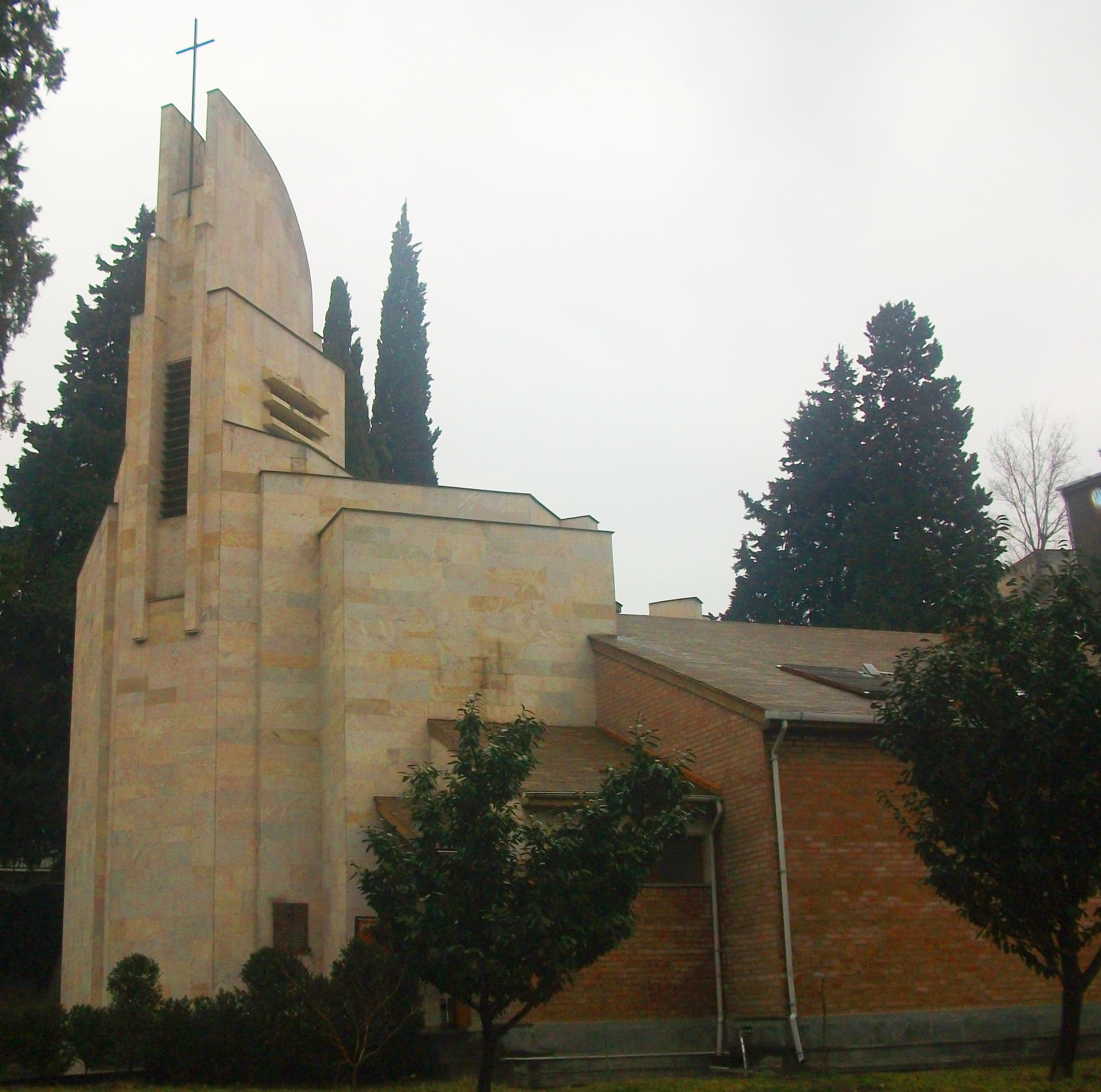
Versöhnungskirche in Tiflis

Die evangelisch-lutherischen Gemeinden in Georgien gehen meist auf Kaukasiendeutsche zurück, die zwischen 1817 und 1819 das Königreich Württemberg verlassen hatten. Es entstanden blühende Gemeinden in von Toleranz und Freundschaft geprägter Nachbarschaft zwischen Einheimischen und Deutschen. Im Ersten Weltkrieg begannen Feindseligkeiten, als auch die georgischen Deutschen zu Feinden erklärt wurden. Ein Übriges tat der kirchenfeindliche Kurs der Bolschewiki, der im  Großen Terror Josef Stalins seinen Höhepunkt fand. Kirchen wurden geschlossen und zerstört, jede Art religiöser Betätigung verboten, Pfarrer und Gemeindeglieder gezielt verfolgt, verhaftet, verbannt und getötet.
So wurde der 32 Jahre in Tiflis amtierende Pastor Richard Mayer 1931 verhaftet, nach Sibirien verbannt und im Februar 1933 in Moskau erschossen. Zwei seiner Kinder fielen dem Terror ebenfalls zum Opfer. Sein Sohn Herbert wurde im Juli 1937 bei Tiflis erschossen, seine Tochter Erika kam im September 1937 auf dem Transport in die Verbannung ums Leben. Die restliche Familie wurde nach Kasachstan deportiert. Nach der Verhaftung Mayers gab es kein offizielles kirchliches Lebens mehr in Tiflis. Die kirchlichen Gebäude wurden enteignet und 1946 von Kriegsgefangenen abgerissen.
Der christliche Glaube in seiner lutherischen Tradition lebte trotz Verbots im Untergrund weiter. Kleine Gemeindegruppen hielten sich, zwar ohne Geistliche, wohl aber mit engagierten Gläubigen, bis zur Zeit der Perestroika.
Bereits 1991 hatten sich mit dem Zerfall der Sowjetunion in Georgien vorwiegend deutschstämmige Lutheraner vereinzelt gesammelt. Auf diese Gemeindegruppen stieß Gert Hummel, als er als Beauftragter der Universität des Saarlandes in Tiflis arbeitete. Anlässlich seiner Emeritierung als Universitätsprofessor 1998 verkaufte er sein Haus und errichtete von dem Erlös in Tiflis eine Kirche mit Gemeindezentrum, Altenheim und Diakoniestationen. Am 26. Oktober 1997 weihte er auf dem Gelände des ehemaligen deutschen Friedhofs die neue lutherische Versöhnungskirche ein.
1998 zog Hummel mit seiner Frau nach Tiflis und übernahm als Pfarrer die dortige Kirchengemeinde. Ein Jahr später wählte ihn die georgische Regionalsynode zum Bischof der Evangelisch-Lutherischen Kirche in Georgien.
Die ELKG ist Mitglied der Evangelisch-lutherischen Kirche in Russland, der Ukraine, in Kasachstan und Mittelasien.
In der Kirche in Georgien arbeiten sechs Pastoren und ein Lektor. Zu ihr gehören sieben registrierte Gemeinden mit etwa 700 Mitgliedern, nämlich Tiflis mit Filialen in Assureti (Elisabethtal),  Rustawi,  Gardabani, Bolnisi (Katharinenfeld), Bordschomi und  Sochumi, außerdem in Baku (Aserbaidschan) und in Eriwan (Armenien).

## Gemeindezentrum Versöhnungskirche in Tiflis
Das Kirchliche Zentrum der ELKG befindet sich in der Versöhnungskirche in Tiflis (Tbilisi 380002, Terenti-Graneli-Str. 15). In dem Gebäude auf einem aufgelassenen Friedhof befindet sich neben den Versammlungsräumen auch ein Altenheim und eine Diakoniestation. Dort ist auch der Sitz des Bischofs, dem die geistliche Leitung der Kirche obliegt. Beschlussfassendes Gremium ist die Regionalsynode. Gottesdienste werden in Russisch, Deutsch und Georgisch gefeiert. Auf dem Friedhof befindet sich noch das Grab des bedeutenden polnischen Architekten Aleksander Szymkiewicz.

## Galerie

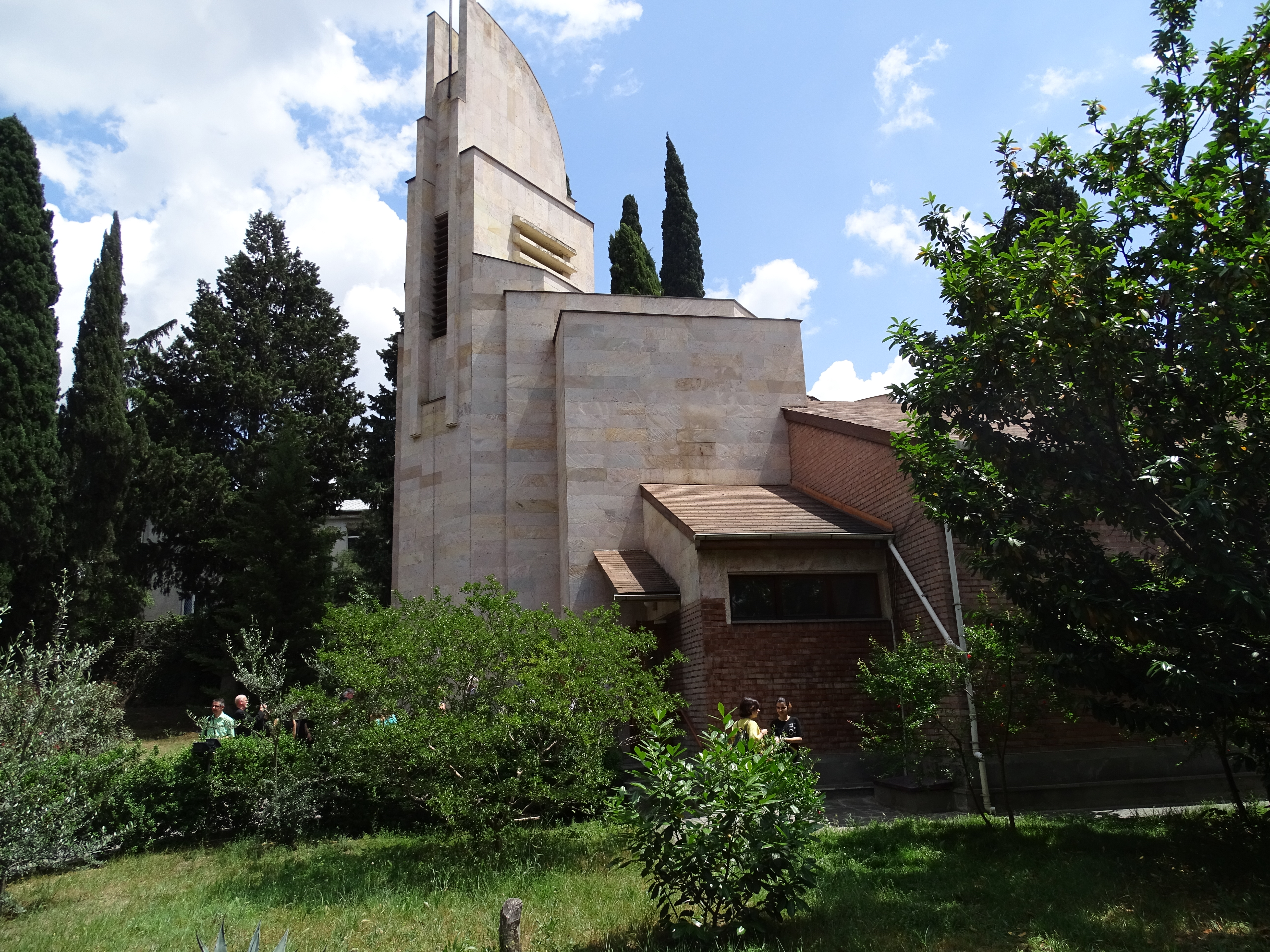
Kirchengebäude
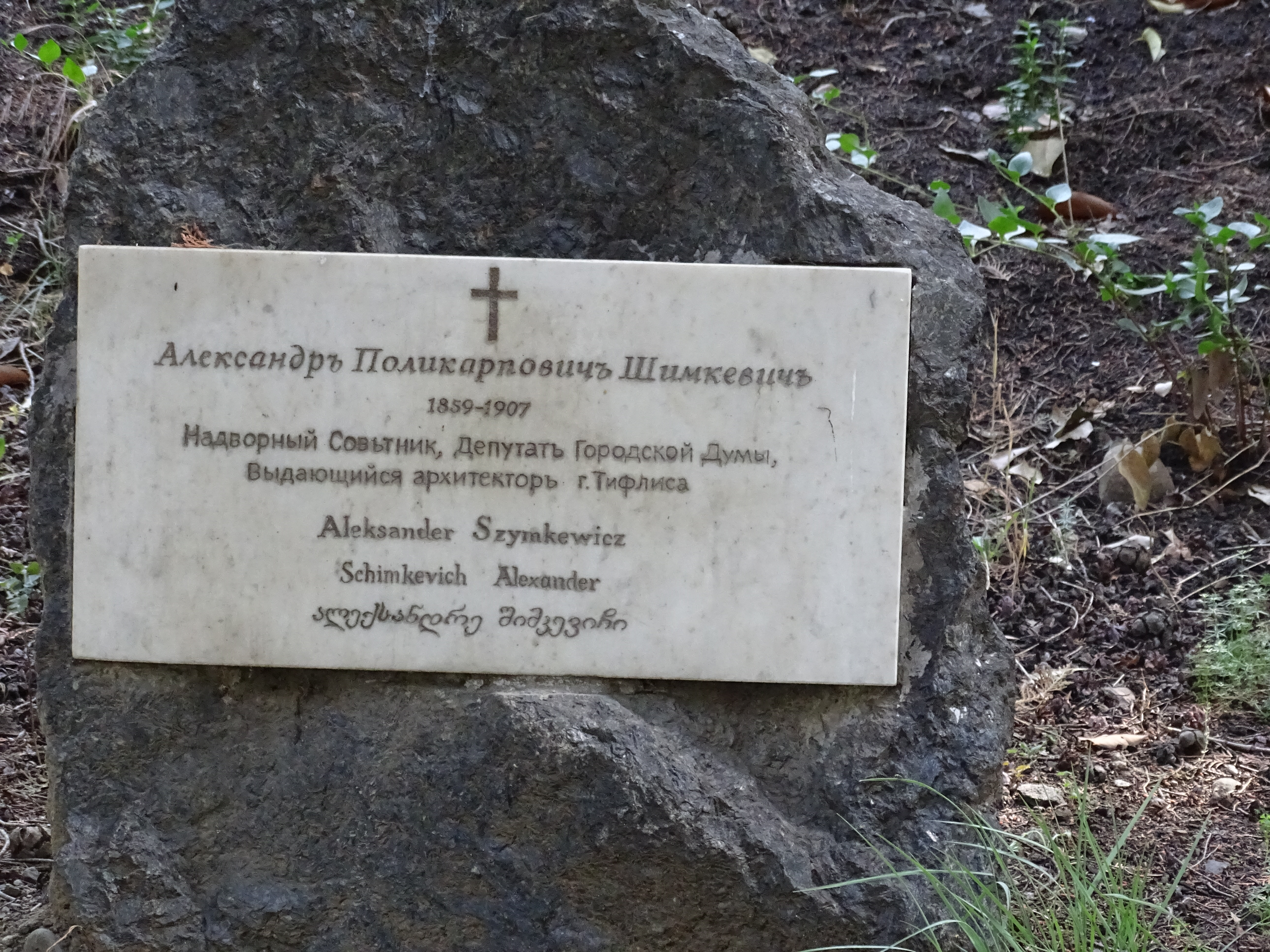
Grabtafel von Aleksander Szymkiewicz
Gedenktafel für den Erbauer der Kirche Gert Hummel
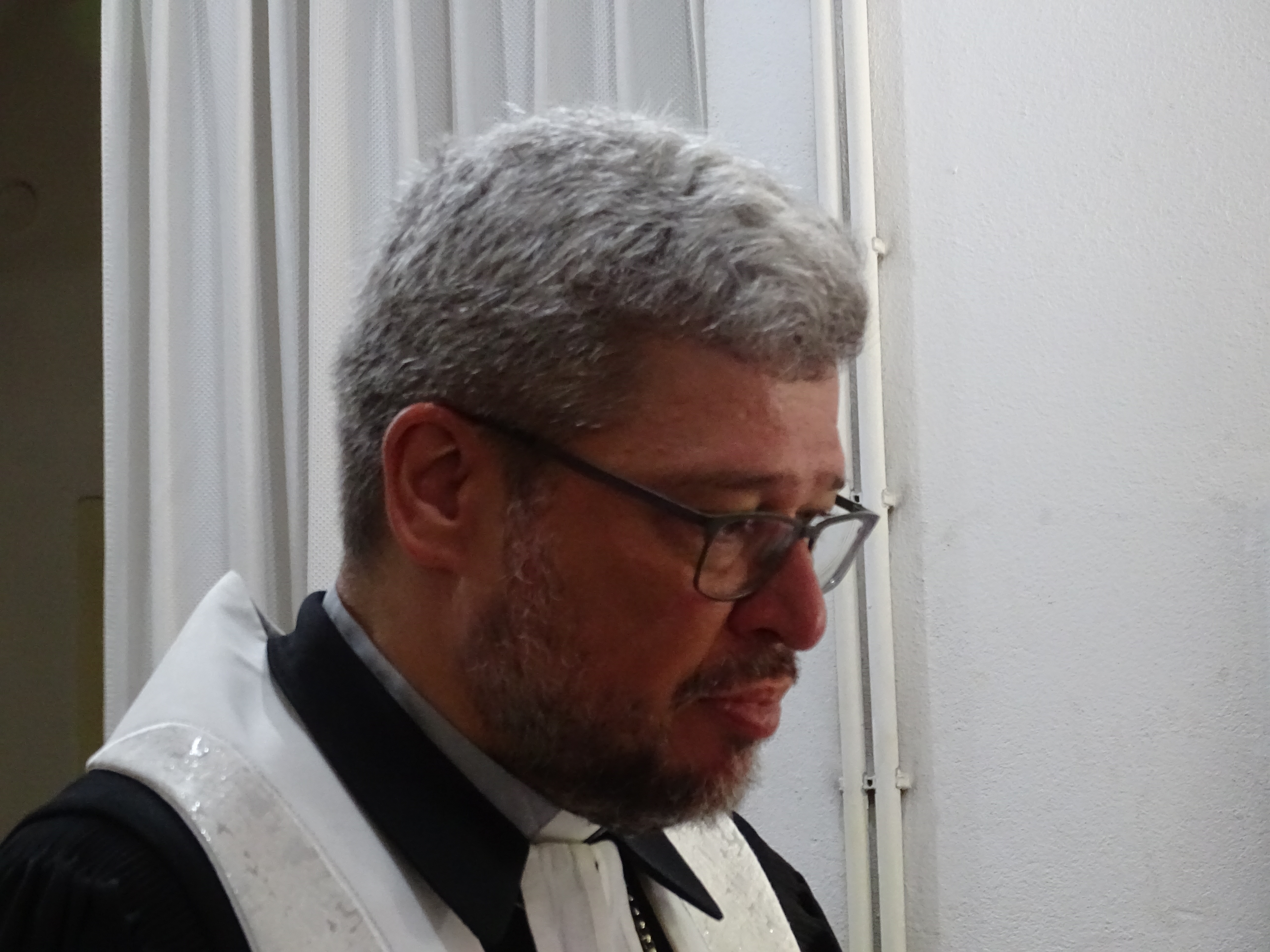
Bischof Markus Schoch
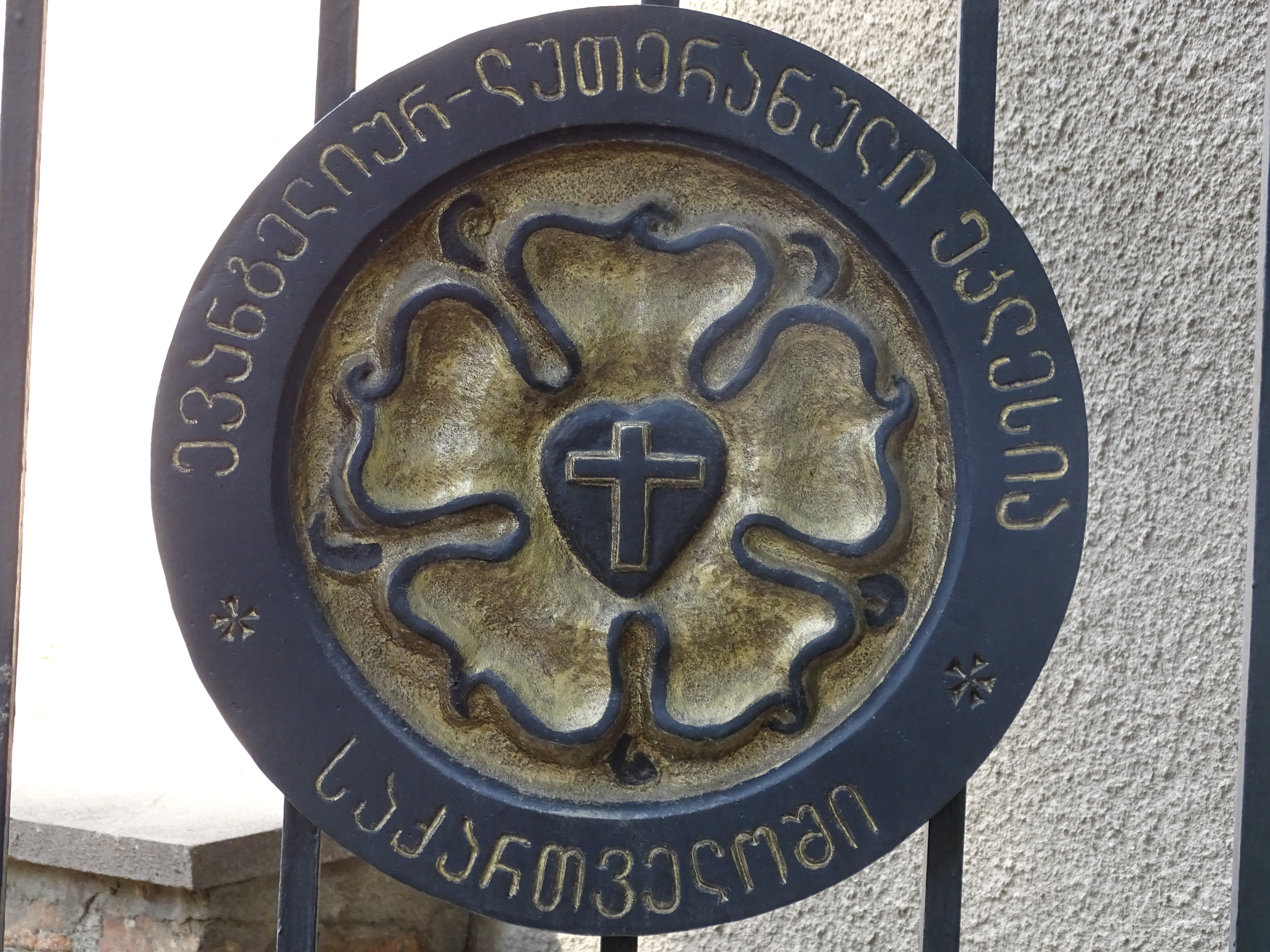
Plakette mit Luther-Rose am Tor

## Bischöfe
Der georgische Bischof gehört zum Bischofsrat der ELKRAS. In seiner Regionalkirche hat er die geistliche Leitung.
- 1999–2004: Gert Hummel
- 2004–2006: Andreas Stökl
- 2006–2009: Johannes Launhardt
- 2009 (März–Sept.): Heinrich Scheffer[3]
- 2009–2017: Hans-Joachim Kiderlen[4]
- 2017–2022: Markus Schoch[5]
- 2022–0000: Rolf Bareis[6]

## Einrichtung
Die Georgische Kirche unterhält ein eigenes Evangelisch-Lutherisches Diakonisches Werk. Vorsitzende ist Christiane Hummel.

## Partnerkirche
Die Evangelisch-lutherische Kirche in Georgien pflegt partnerschaftliche Beziehungen zur deutschen Evangelischen Landeskirche in Württemberg.